# Into the Now
| Recensione  | Giudizio |
| ----------- | -------- |
| AllMusic    |          |
| Melodic.net |          |

Into the Now è il quinto album in studio del gruppo musicale statunitense Tesla, pubblicato il 9 marzo 2004 dalla Sanctuary Records. 
Si tratta del primo lavoro in studio del gruppo dopo la riunione avvenuta nel 2000, nonché del loro primo album di inediti dopo 10 anni. È inoltre l'ultimo disco della band in cui compare ancora il chitarrista Tommy Skeoch in formazione.

## Tracce
1. Into the Now – 4:25 (Jeff Keith, Frank Hannon, Troy Luccketta)
2. Look @ Me – 4:16 (Keith, Hannon, Brian Wheat, Tommy Skeoch, Roger Sommers)
3. What a Shame – 4:29 (Keith, Hannon, Wheat)
4. Heaven Nine Eleven – 4:38 (Hannon)
5. Words Can't Explain – 3:14 (Keith, Hannon)
6. Caught in a Dream – 4:50 (Keith, Hannon)
7. Miles Away – 6:55 (Keith, Hannon)
8. Mighty Mouse – 4:14 (Keith, Hannon, Wheat, Sommers)
9. Got No Glory – 4:19 (Keith, Hannon)
10. Come to Me – 4:43 (Keith, Hannon)
11. Recognize – 5:00 (Keith, Hannon, Skeoch)
12. Only You – 4:33 (Keith, Hannon, Skeoch, Sommers)

## Formazione
Gruppo
- Jeff Keith – voce
- Frank Hannon – chitarre, tastiere, cori
- Tommy Skeoch – chitarre, cori
- Brian Wheat – basso, cori
- Troy Luccketta – batteria

Altri musicisti
- Eric Gorfain – violino e arrangiamento strumenti ad arco nella traccia 12
- Daphne Chen – violino
- Richard Dodd – violoncello
- Michael Rosen – loop nella traccia 4

## Classifiche
Album - Billboard (Stati Uniti)
| Classifica (2004) | Posizione massima |
| ----------------- | ----------------- |
| The Billboard 200 | 31                |

Singoli - Billboard (Stati Uniti)
| Anno | Singolo             | Classifica            | Posizione |
| ---- | ------------------- | --------------------- | --------- |
| 2004 | Caught in a Dream   | Mainstream Rock Songs | 21        |
| 2004 | Words Can't Explain | Mainstream Rock Songs | 35        |